# سراپیون
سراپیون اسکندرانی، پزشک یونان باستان بود که احتمالاً در نیمهٴ اول سدهٴ دوم ق م برآمد. وی را بنیان‌گذار مکتب طب تجربی‌ می دانند.
او هر نوع جزم‌گرایی طبی را مردود دانست، حتی آیین بقراطی را؛ و کار خود را در وهلهٴ اول براساس تجربه و مشاهده قرار داد، و در وهلهٴ دوم بر موارد موثق بالینی، و در وهلهٴ سوم، اگر لازم بود، بر قیاس‌.
او دو کتاب نوشت: یکی بر ضد فرقه‌های پزشکی، و دیگری در باب معالجات. تجربه‌گرایی او را بدان واداشت تا بسیاری معالجات عامیانه را علی‌رغم باطل بودنشان بپذیرد.